# Cardiophorus angustiformis
Cardiophorus angustiformis is een keversoort uit de familie kniptorren (Elateridae). De wetenschappelijke naam van de soort is voor het eerst geldig gepubliceerd in 1914 door Buysson.